# 地対艦ミサイル

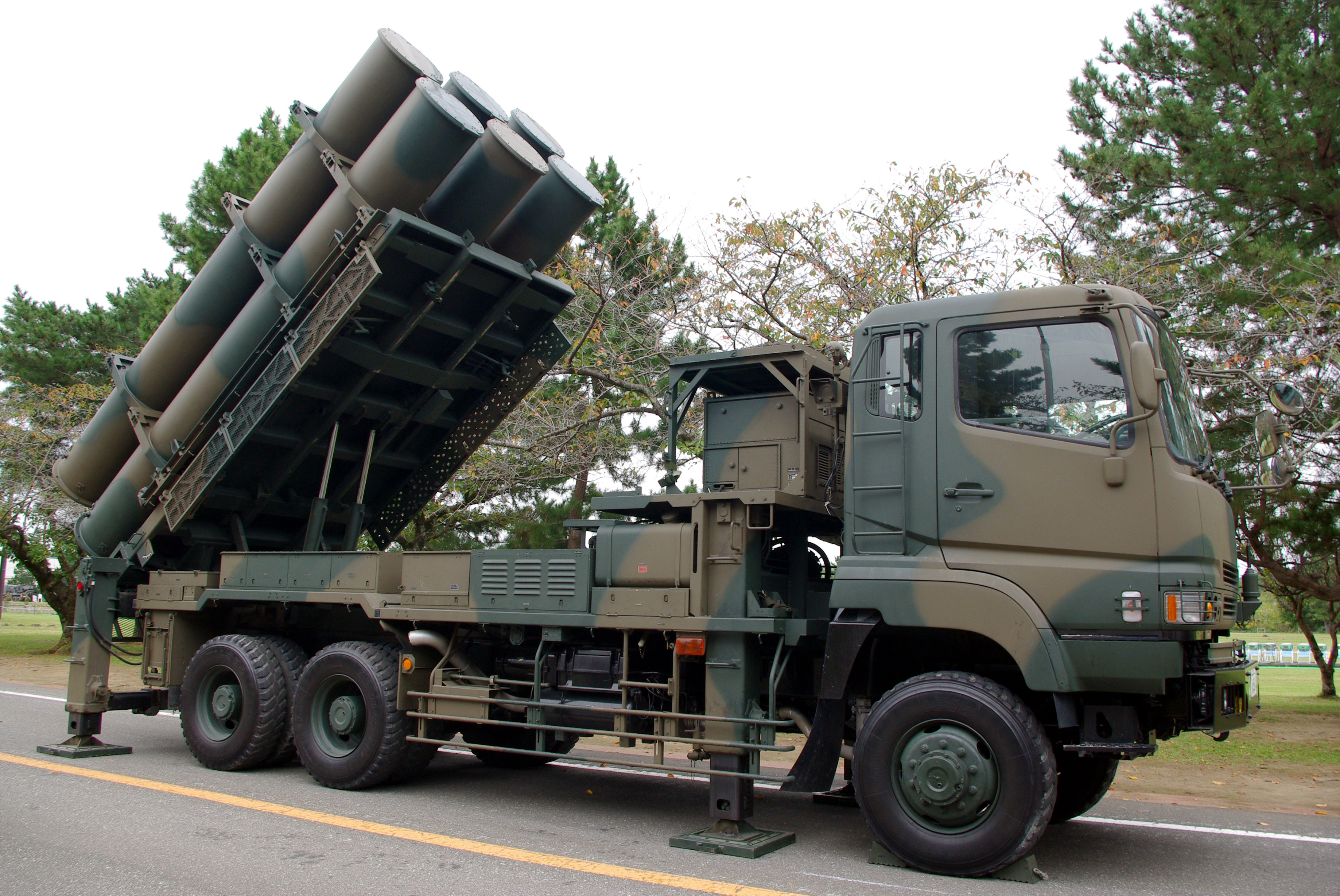
陸上自衛隊の88式地対艦誘導弾

地対艦ミサイル（ちたいかんミサイル、英語: surface-to-ship missile, SSM / ground-to-ship missile, GSM）は、地上の固定基地または移動型の車輛より発射される方式の対艦ミサイル。

## 概要
地上から敵艦艇を攻撃するミサイル。沿岸防衛を主任務とし、上陸作戦や地上攻撃、あるいは海峡突破を意図して地上に近づく敵艦艇を攻撃する。つまり、従来の沿岸砲を受け継ぐ兵器であるといえる。沿岸砲は艦隊と違って動けないことが欠点であったが、地対艦ミサイルは車両に搭載して移動することができる。
レーダーや通信といった支援車両を同伴して移動することで、生存性と柔軟性を獲得している。また、誘導弾ゆえに88式地対艦誘導弾のようにプログラムによって複雑な軌道で飛翔し、発射所元を隠匿できるものもある。
技術的には大型の艦対艦ミサイルや空対艦ミサイルと大差なく、ファミリー化されているものが多い。中国人民解放軍においては、地上発射型対艦弾道ミサイルとしてDF-21Dの開発も行われている。

## 代表的な地対艦ミサイル
アメリカ合衆国
- ハープーン地上発射型[注 1]

 イギリス
- シースクア

 スウェーデン
- RBS-15KA

 フランス
- エグゾセMM40[注 2]

 日本
- 88式地対艦誘導弾（SSM-1）
- 12式地対艦誘導弾

 ノルウェー
- NSM[注 3]

 中華民国（台湾）
- 雄風I型
- 雄風II型
- 雄風III型

 朝鮮民主主義人民共和国
- 金星3

 ソビエト連邦
- 4K44 リドゥート[注 4]
- 4K51 ルベーシュ[注 5]

 ロシア連邦
- K-300P バスチオン[3][注 6]
- 3K60 バル（ロシア語版）[注 7]

 中華人民共和国
- HY-2 シルクワーム
- YJ-82（鷹撃82）
- YJ-7（鷹撃7）
- YJ-62A（鷹撃62A）
- YJ-12A（鷹擊12A）
- DF-21D（東風21D）
- DF-26 (東風26) （）

 イラン
- カデル（Qader）[4][5]
- ヌール（Noor）[6]

 インド
- ブラモスBlock I、Block II、Block III

 ウクライナ
- ネプチューン

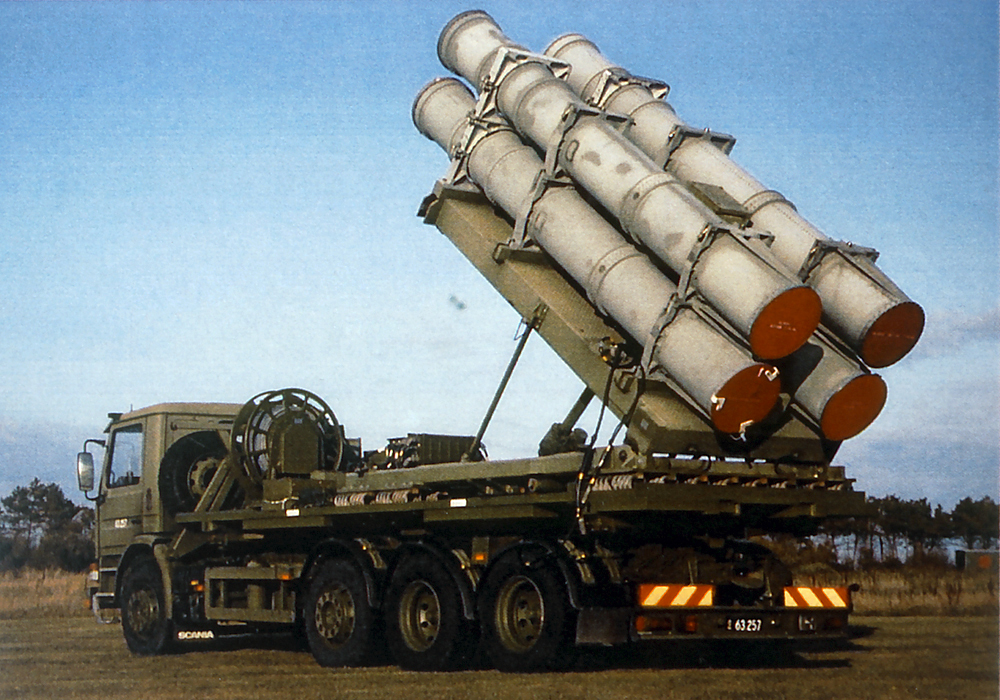
デンマーク海軍の地上発射型ハープーン発射車両
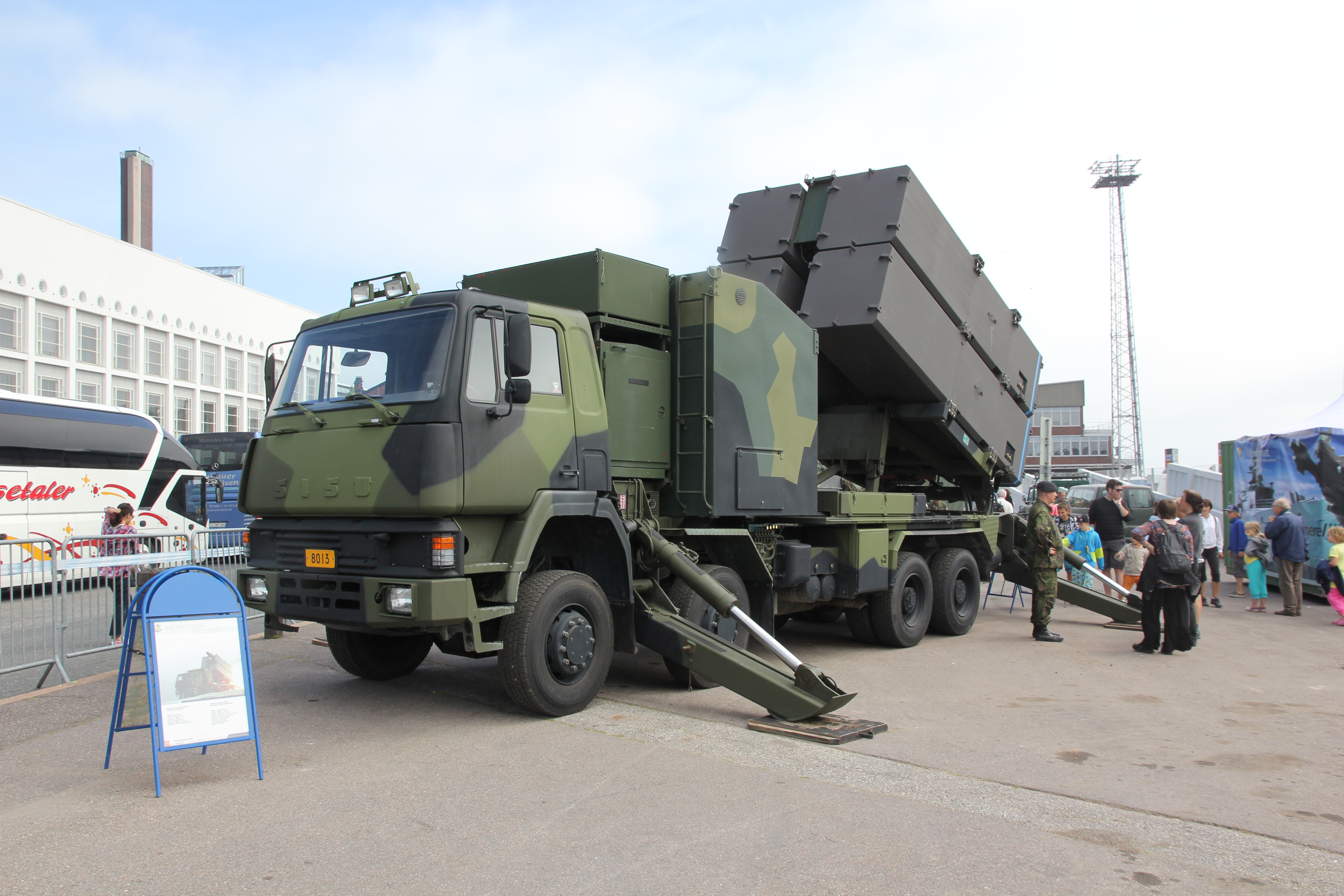
フィンランド海軍のRBS-15KA発射車両（MTO-85M）
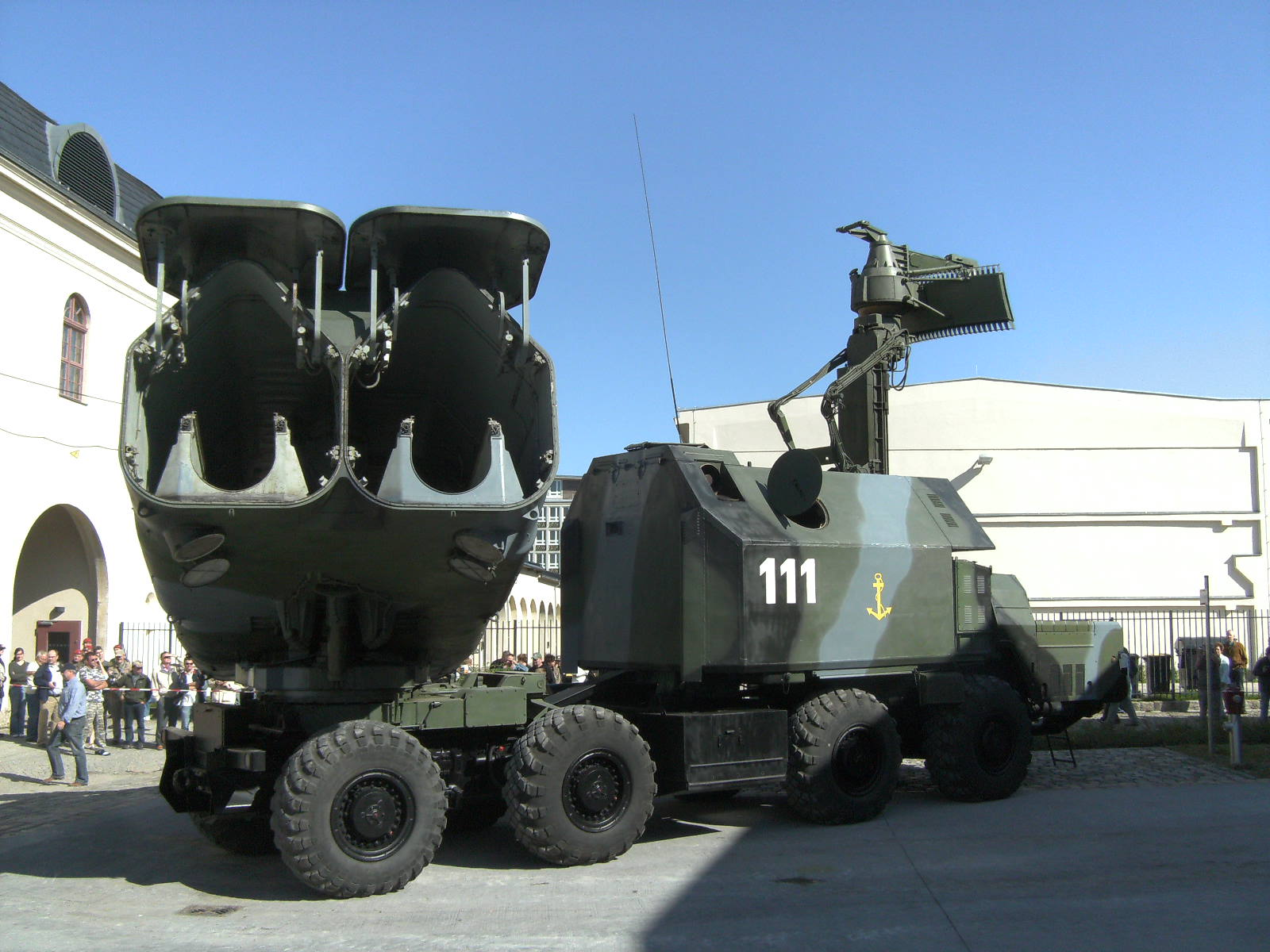
旧東ドイツ海軍の4K51ルベーシュ
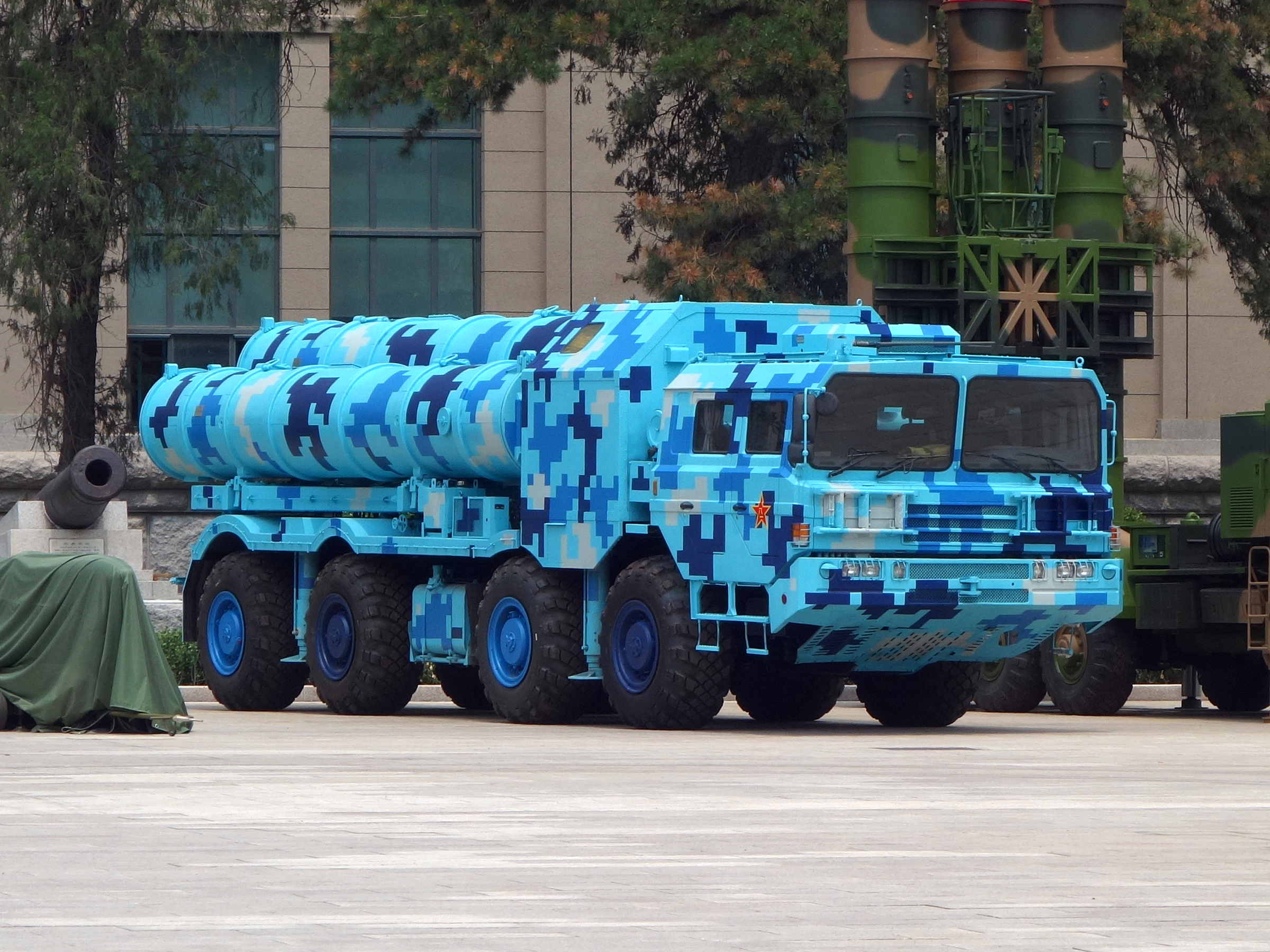
YJ-62
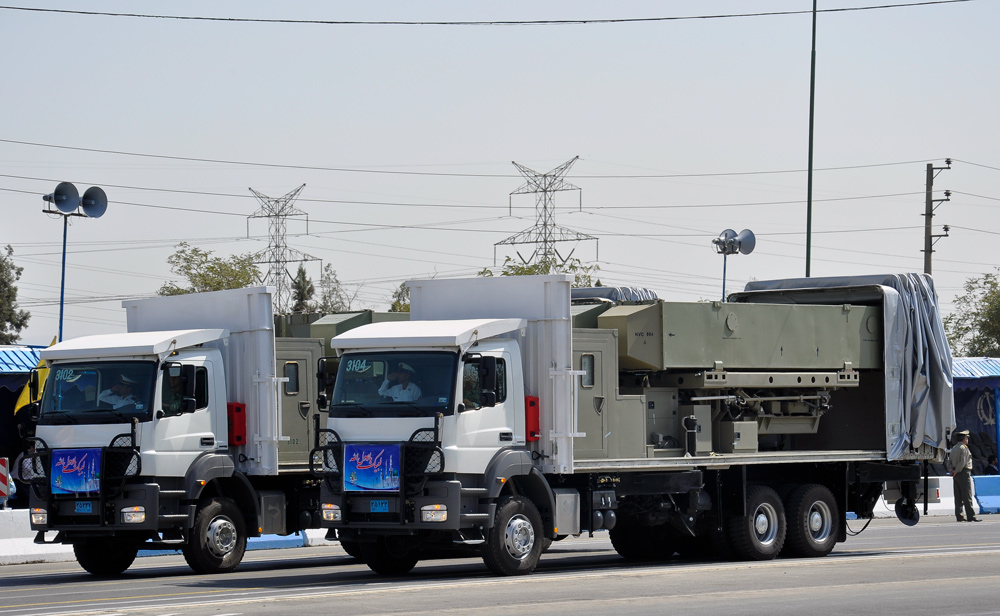
イラン海軍の地対艦ミサイル発射車両
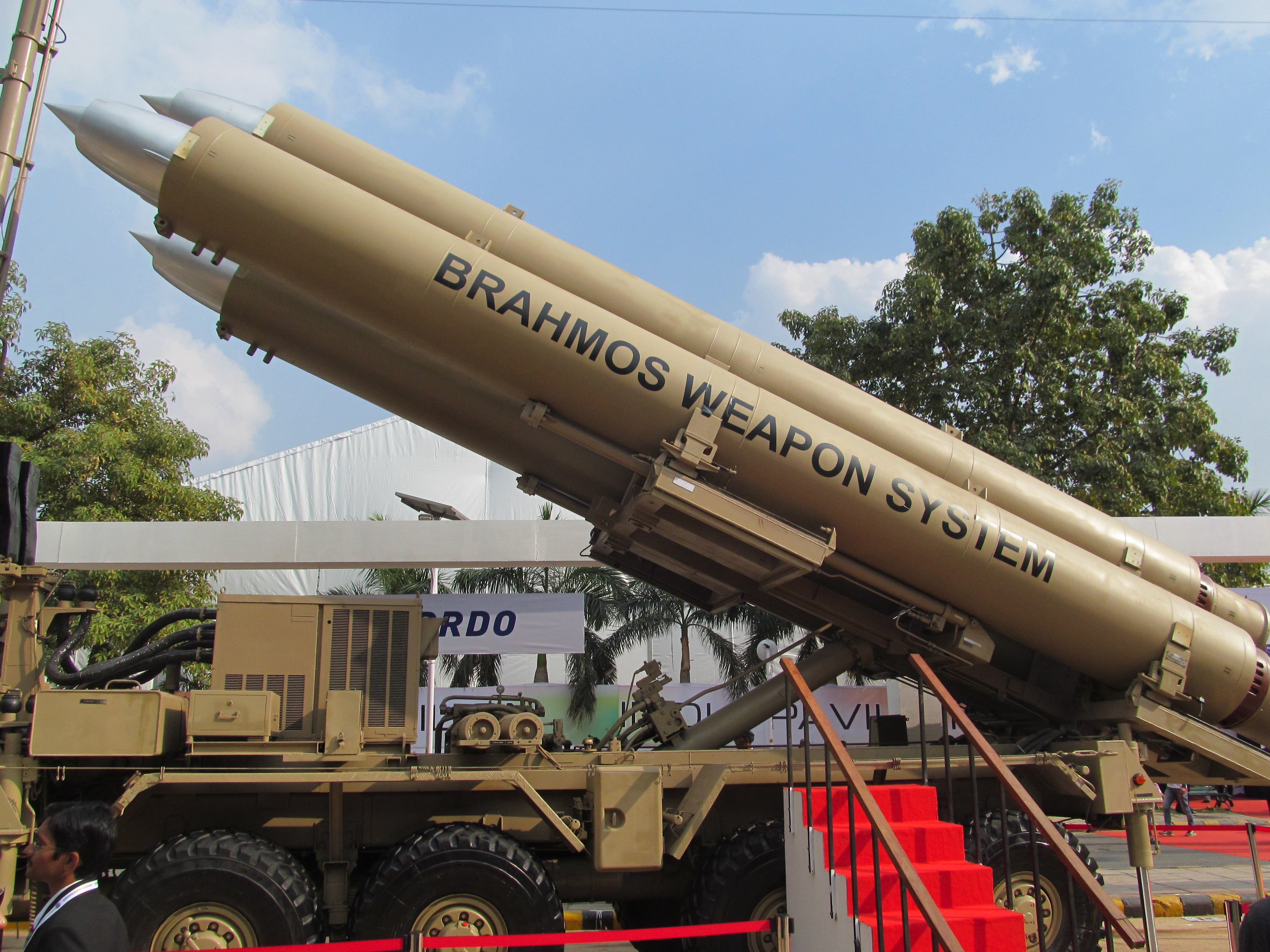
インド陸軍の地上発射型ブラモス発射車両
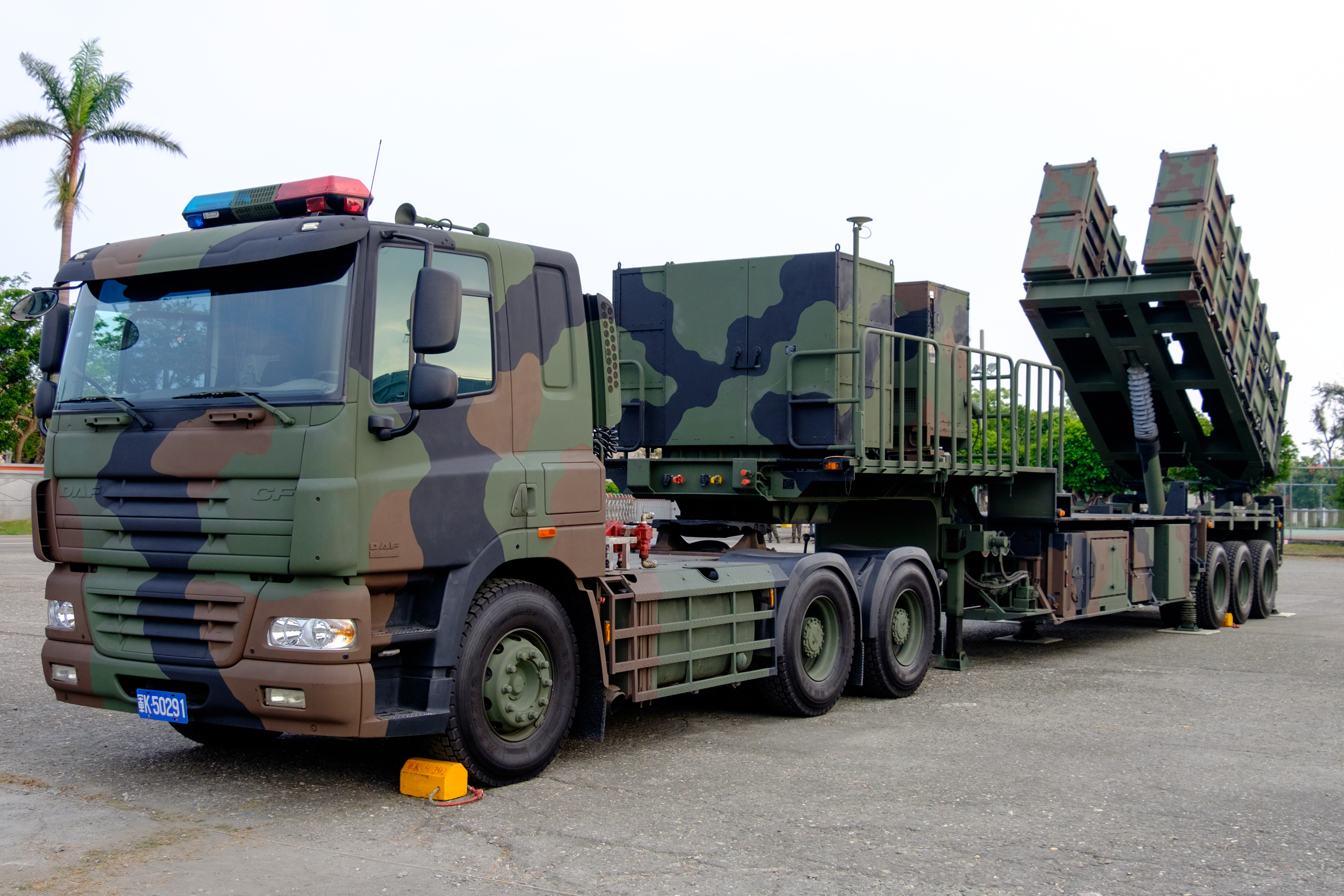
中華民国海軍雄風II型の地上発射型発射車両
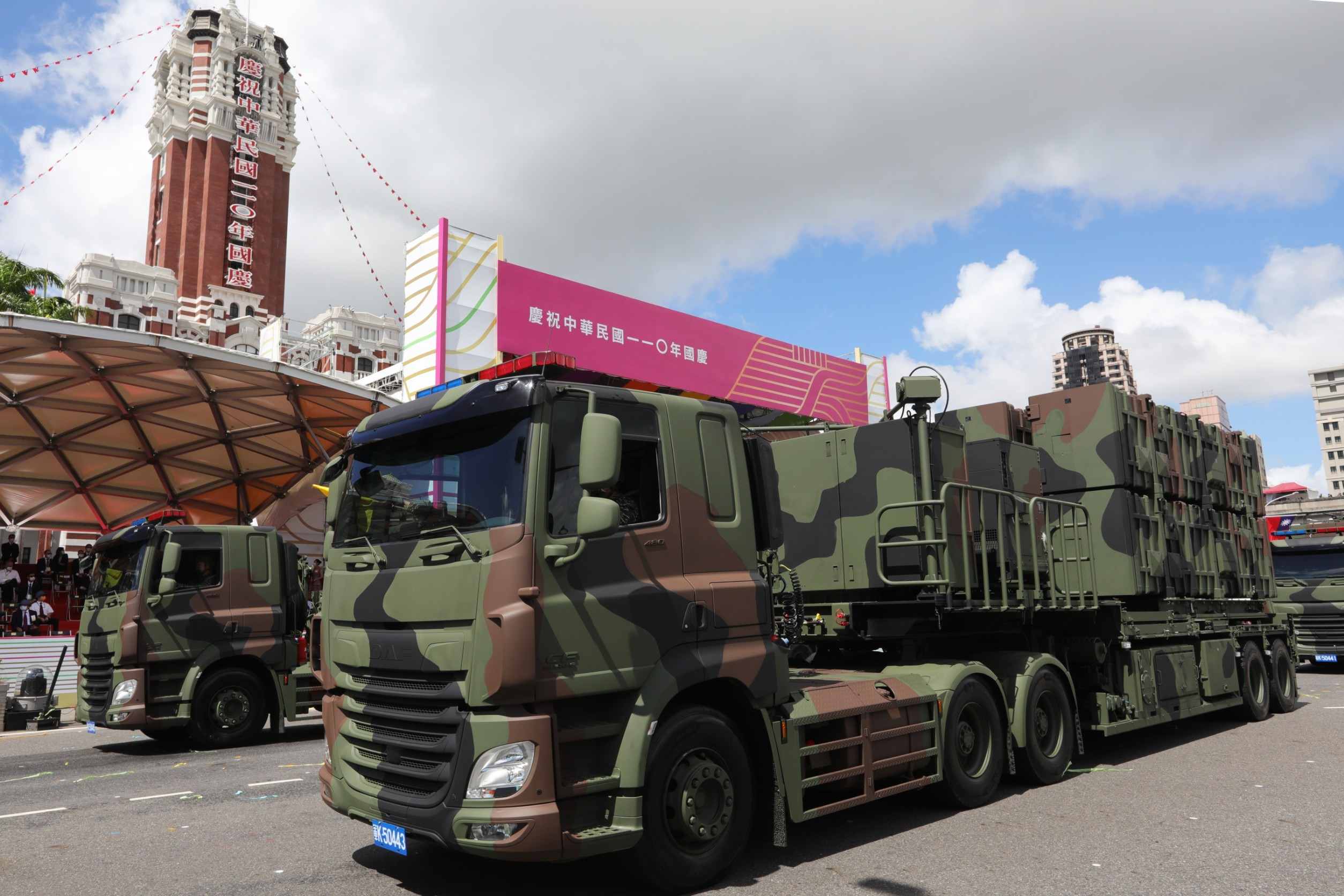
中華民国海軍雄風III型の地上発射型発射車両